# Baquba

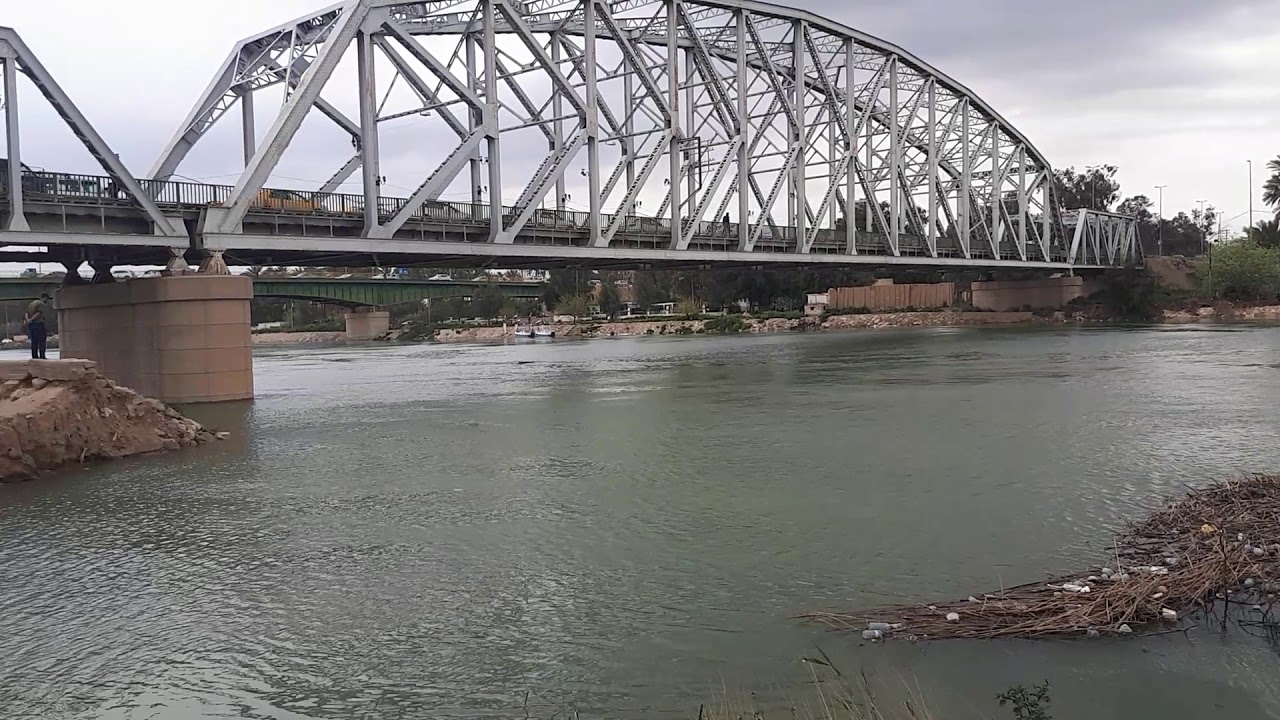
Bro över Diyala, 2020.

Baquba (alternativa stavningar Ba'quba eller Baqubah, arabiska بعقوبة) är en stad i östra Irak, och är den administrativa huvudorten för provinsen Diyala. Staden är belägen vid floden Diyala, ungefär 50 kilometer nordost om Bagdad. Det finns inga officiella uppgifter från sen tid över stadens befolkning, men det distrikt som hör till staden hade en uppskattad folkmängd av 500 053 invånare 2009, på en yta av 1 630 km².